# كيه.جي.إف:الفصل الأول
كيه.جي.إف:الفصل الأول هو فيلم أكشن هندي باللغة الكنادية من إخراج براسانث نيل وبطولة ياش،تم عرض الفيلم في 20 ديسمبر 2018.

## روابط خارجية
كيه.جي.إف:الفصل الأول على موقع IMDb (الإنجليزية)
- كيه.جي.إف:الفصل الأول على موقع روتن توميتوز (الإنجليزية)
- كيه.جي.إف:الفصل الأول على موقع قاعدة بيانات الأفلام العربية
- كيه.جي.إف:الفصل الأول على موقع ألو سيني (الفرنسية)
- كيه.جي.إف:الفصل الأول على موقع أول موفي (الإنجليزية)
- كيه.جي.إف:الفصل الأول على موقع فيلمافينيتي (الإسبانية)
- كيه.جي.إف:الفصل الأول على موقع قاعدة بيانات الفيلم (الإنجليزية)
- كيه.جي.إف:الفصل الأول على موقع ليتربوكسد (الإنجليزية)
- كيه.جي.إف:الفصل الأول على موقع كينوبويسك (الروسية)